# John E. Rickards

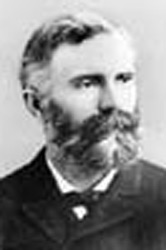
John E. Rickards

John Ezra Rickards (* 23. Juli 1848 in Delaware City, Delaware; † 25. Dezember 1927 in Berkeley, Kalifornien) war ein US-amerikanischer Politiker und von 1893 bis 1897 der zweite Gouverneur des Bundesstaates Montana.

## Frühe Jahre und politischer Aufstieg
John Rickards besuchte die örtlichen Schulen seiner Heimat in Delaware. Im Jahr 1867 erhielt er seine erste Arbeitsstelle als Angestellter in Philadelphia (Pennsylvania). Wenig später zog er über Pueblo (Colorado) nach San Francisco in Kalifornien. Dort war er vier Jahre im Handel tätig. Schließlich kam er im September 1882 nach Butte im Montana-Territorium. Dort arbeitete er im Versicherungswesen und als Immobilienmakler. Er war ferner im Ölgeschäft tätig.
Im Jahr 1885 wurde Rickards in den Stadtrat von Butte gewählt. Zwischen 1887 und 1889 war er auch Mitglied des territorialen Parlaments von Montana. Nachdem Montana im November 1889 als neuer Bundesstaat in die USA aufgenommen worden war, wurde Rickards zum ersten Vizegouverneur dieses Staates gewählt. Damit war er Stellvertreter von Gouverneur Joseph Toole. Im Jahr 1892 wurde Rickards als Kandidat der Republikanischen Partei zum neuen Gouverneur von Montana gewählt.

## Gouverneur von Montana
Rickards' vierjährige Amtszeit begann am 2. Januar 1893. Während seiner Regierungszeit wurden die staatlichen Ämter neu organisiert, ein allgemeingültiges Recht eingeführt und ein staatlicher Bildungsrat (Board of Education) gegründet. Außerdem wurde ein Gesetz gegen das Glücksspiel erlassen. Nach dem Ende seiner Amtszeit zog sich Rickards aus der Politik zurück. Er zog nach Kalifornien, wo er sich seinen privaten Geschäften widmete. 18 Jahre lang war er beim statistischen Bundesamt für Bevölkerungsentwicklung (Federal census Office) in San Francisco angestellt.
John Rickards verstarb am 25. Dezember 1927. Er war zweimal verheiratet und hatte insgesamt acht Kinder.